# جوناس بلوخ
جوناس بلوخ (بالبرتغالية: Jonas Bloch‏) هو ممثل برازيلي، ولد في 8 فبراير 1939 ببيلو هوريزونتي في البرازيل.

## وصلات خارجية
- جوناس بلوخ على موقع IMDb (الإنجليزية)
- جوناس بلوخ على موقع روتن توميتوز (الإنجليزية)
- جوناس بلوخ على موقع قاعدة بيانات الفيلم (الإنجليزية)